# Castelnou, Pyrénées-Orientales
Castelnou là một xã thuộc tỉnh Pyrénées-Orientales trong vùng Occitanie phía nam Pháp. Castelnou có diện tích 19,28 km2, dân số năm 2006 là 366 người. Xã này nằm ở khu vực có độ cao từ 111-444 mét trên mực nước biển.